# Oenochroma alpina
Oenochroma alpina är en fjärilsart som beskrevs av Turner 1930. Oenochroma alpina ingår i släktet Oenochroma och familjen mätare. Inga underarter finns listade i Catalogue of Life.